# Alan Ogg
Raymond Alan Ogg (* 5. Juli 1967; † 1. November 2009) war ein US-amerikanischer Basketballspieler.

## Leben
Der 2,18 Meter große, gebürtig aus Lancaster im US-Bundesstaat Ohio stammende Ogg wuchs ab dem 14. Lebensjahr bei seinen Großeltern im Bundesstaat Alabama auf. Er spielte in der Ortschaft Mount Olive Basketball an der Gardendale High School. Von 1986 bis 1990 gehörte der auf der Innenposition eingesetzte Ogg zur Mannschaft der University of Alabama at Birmingham in der ersten NCAA-Division. In seinem Abschlussspieljahr 1989/90 kam er auf Mittelwerte von 10,5 Punkten, 6,2 Rebounds und 2,9 Blocks je Begegnung. Er schaffte den Sprung in die NBA und spielte bis 1993 in der nordamerikanischen Profiliga. Von 1990 bis 1992 kam er auf 74 Einsätze für die Miami Heat, blieb jedoch ebenso Ergänzungsspieler wie bei seinen Stationen in der Saison 1992/93 bei den Milwaukee Bucks und den Washington Bullets.
In der Saison 1993/94 kam er in der US-Liga Continental Basketball Association (CBA) auf 35 Einsätze für die Mannschaft Columbus Horizon (6,0 Punkte, 4,7 Rebounds, 1,8 Blocks/Spiel), in derselben Saison spielte er kurzzeitig auch für die CBA-Mannschaften Hartford Hellcats und die Rochester Renegades. In der Saison 1994/95 verstärkte Ogg die Mexico Aztecas (ebenfalls CBA) und erreichte Mittelwerte von 5,8 Punkten sowie 5,3 Rebounds je Einsatz.
Er ging nach Deutschland, wo er im Spieljahr 1995/96 einige Wochen die Mannschaft des Bundesligisten TTL Universa Bamberg verstärkte und 5,5 Punkte pro Begegnung erzielte. Es folgten weitere Auslandsstationen in China, Kolumbien, den Philippinen, Puerto Rico und Paraguay. Er beendete seine Laufbahn als Berufsbasketballspieler im Jahr 2001. Er wurde beruflich für ein Bauunternehmen in Alabama tätig, 2003 musste er sich einer Herzoperation unterziehen.
Ogg starb an einer Bakterieninfektion.